# Guillaume Altzenbach
Guillaume Altzenbach est un graveur français d'origine liégeoise de la seconde moitié du XVIIe siècle. 

## Biographie
On sait peu de choses de sa vie. Originaire de Liège et fils d'un autre Guillaume Altzenbach, il se marie à Paris le 6 janvier 1667 en l'église Saint-Benoît
On le voit en 1674 marguillier de la confrérie de la nation flamande en l'église Saint-Germain-des-Prés. Il obtient des lettres de naturalité en 1679 : il habite alors rue Saint-Jacques (paroisse Saint-Benoît). 
La date de son arrivée à Paris est problématique car les lettres de naturalité disent qu'il y habite depuis environ 15 ans (en 1679) alors que l'on connaît de lui deux estampes datées de 1658 et 1660 qui semblent réalisées en France.
L'Inventaire du fonds français répertorie cinq pièces de lui, gravées en taille-douce.
Il ne doit pas être confondu avec Wilhelm Altzenbach, graveur à Cologne à la même époque.